# École supérieure de commerce de Tunis
L'École supérieure de commerce de Tunis (ESCT) est une école de commerce située à La Manouba en Tunisie. Elle est créée en 1987 et se situe sur le campus de l'université de La Manouba.
L'ESC Tunis se veut une institution pluridisciplinaire : elle assure des formations dans différentes spécialités, y compris les études commerciales, la gestion des institutions financières ou encore l'informatique de gestion. De plus, l'école fait partie du programme d'échanges d'étudiants Erasmus.
En 2011, elle est classée neuvième dans le classement des meilleures écoles de commerce africaines par Jeune Afrique.

## Diplômes
Elle offre à ses étudiants les diplômes suivants :
- Licences fondamentales/appliquées :  LF et LA en gestion, LF et LA en économie, LF et LA en informatique de gestion ;
- Masters de recherche : MR en gestion des organisations, MR en économie, banque, finance et commerce international ;
- Masters professionnels : MP en finance, MP en marketing, MP en management ;
- Masters IDIAG : MR en informatique décisionnelle et intelligence appliquée à la gestion (en partenariat avec l'Institut des hautes études commerciales de Carthage).